# Château de Richelieu
Le château de Richelieu est un édifice, aujourd'hui largement disparu, construit au XVIIe siècle, à l'initiative d'Armand Jean du Plessis, cardinal duc et pair de Richelieu.
Le domaine est situé sur le territoire de la commune de Richelieu, dans le département français d'Indre-et-Loire, en région Centre-Val de Loire.

## Historique

### Construction
À la fin du XIIe siècle existe un château de « Richeloc » construit pour les seigneurs de Mauson.
En 1201, une chapelle dédiée à Saint-Nicolas-de-Myre est construite, chapelle du château qui est probablement devenue l'église paroissiale des Sablons.
En 1407 est mentionné « l'Hostel de Richelieu » avec douves, que Charles VII autorise à fortifier ; il n'existe plus rien de ce château, remanié au XVIe siècle puis entièrement reconstruit au siècle suivant.
En 1621, le cardinal Armand Jean du Plessis achète le domaine, c'est alors, un petit castel avec tours, chapelle, bâtiments de service, et parc et le modeste château de ses ancêtres ne correspond donc plus à sa nouvelle situation et son ascension politique, ce qui le pousse à un projet ambitieux, capable de rivaliser avec les plus belles demeures de son époque.
Par des lettres patentes de Louis XIII, il est permis au cardinal de Richelieu de faire bâtir un bourg, clos de murs et fossés avec deux marchés par semaine ; ce bourg est l'actuelle ville de Richelieu, qui s'est développée au Nord du domaine, construite sur un plan de « cité idéale » (à rapprocher de Brouage, mais aussi de Charleville et Henrichemont, villes nouvelles de la même époque).
Il entreprit des travaux dès 1624 ; vers 1630, il ambitionne un programme architectural plus vaste associant une ville au château qu'il confie à l'architecte Jacques Lemercier qui adopte le même style architectural pour le château des ducs de La Trémoille. Chaque maison construite sera vendue à un noble proche de Richelieu. Ce dernier ambitionnait ainsi de se créer une cour proche de son château. Il fit donc édifier une vaste demeure, à laquelle il employa plusieurs millions de livres tournois. Le vieux château est conservé tant que le nouveau n'est pas habitable et la chapelle est conservée au moins jusqu'en 1639, date d'achèvement de l'église de la ville actuelle. Il fait ensuite entièrement raser l'ancien château.
Jacques Lemercier mène donc la construction de la ville et du château, et la réalisation des décors est confiée aux meilleurs artistes de la première moitié du XVIIe siècle. Richelieu a ainsi conçu un ensemble cohérent et riche visuellement qui est le reflet, à l'intention de ses visiteurs, de sa conception de l'action politique. La construction est achevée avant la mort du cardinal en 1642.
À l'intérieur, on remarquait en particulier la galerie qui occupait, à l'étage noble, le piano nobile, toute l'aile gauche de l'édifice. Son décor, peint et sculpté, mettait en exergue l'affermissement de la souveraineté monarchique sous le gouvernement du cardinal, illustré, en référence à la mythologie, par la vie d'Ulysse.
À la mort du Cardinal, les titres ducaux de Richelieu et de Fronsac passent à son petit-neveu Armand-Jean de Vignerot (+ 10/05/1715), « substitué par son grand-oncle aux noms et armes du Plessis et au duché de Richelieu et dont le château, résidence ducale, suit le même devenir ».
L'arrière-petit-neveu du Cardinal, Louis-François-Armand de Vignerot (1696-1788), nommé maréchal en 1748, fait effectuer des transformations au château et fait aménager les jardins et le parc. Ces importants travaux, qui ont permis de mettre le château de Richelieu au goût du siècle des Lumières, sont confiés à Jacques de La Guépière et Jean-Michel Chevotet, ainsi qu'à Claude Desgots. La correspondance du maréchal de Richelieu et de son surintendant Jean Jahan a permis de retrouver les différentes transformations réalisées entre 1720 et 1750.

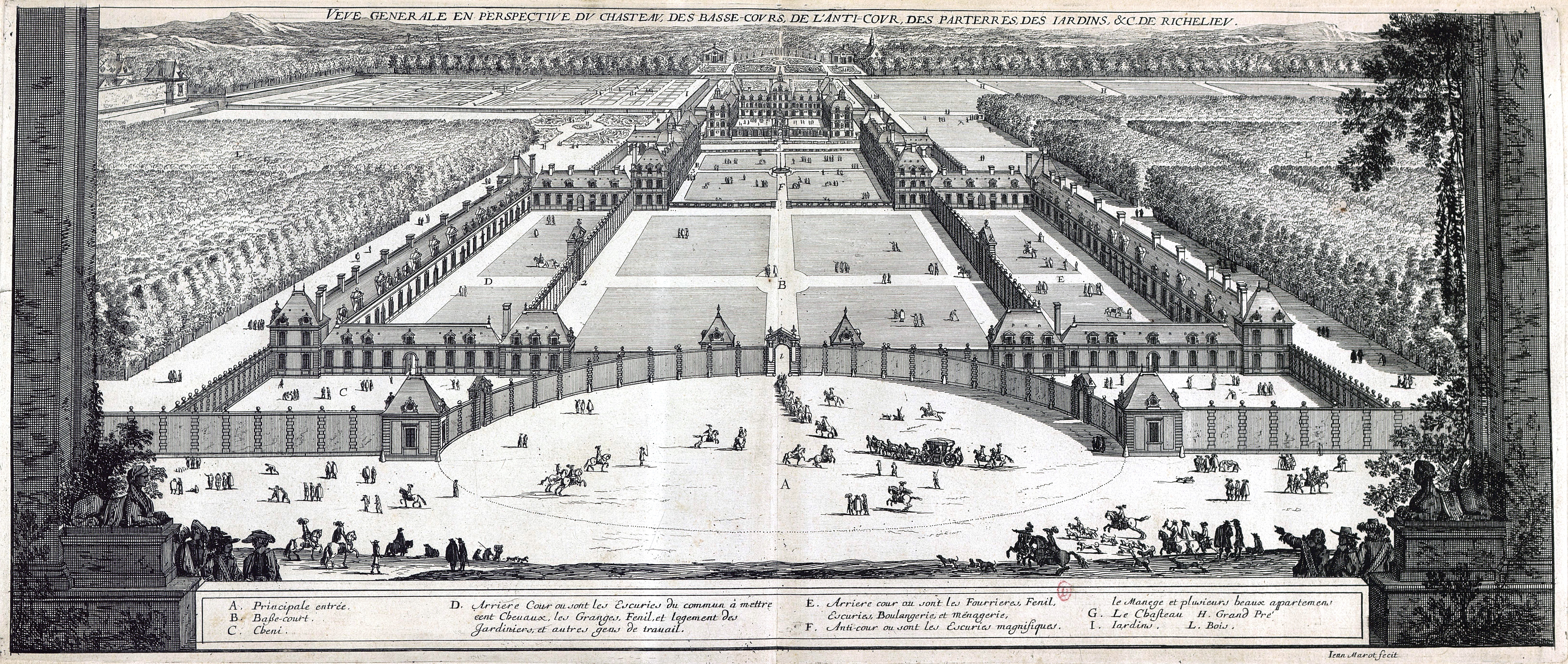
Le château de Richelieu d'après Le Magnifique Chasteau de Richelieu... (ca. 1657) par Jean Marot.
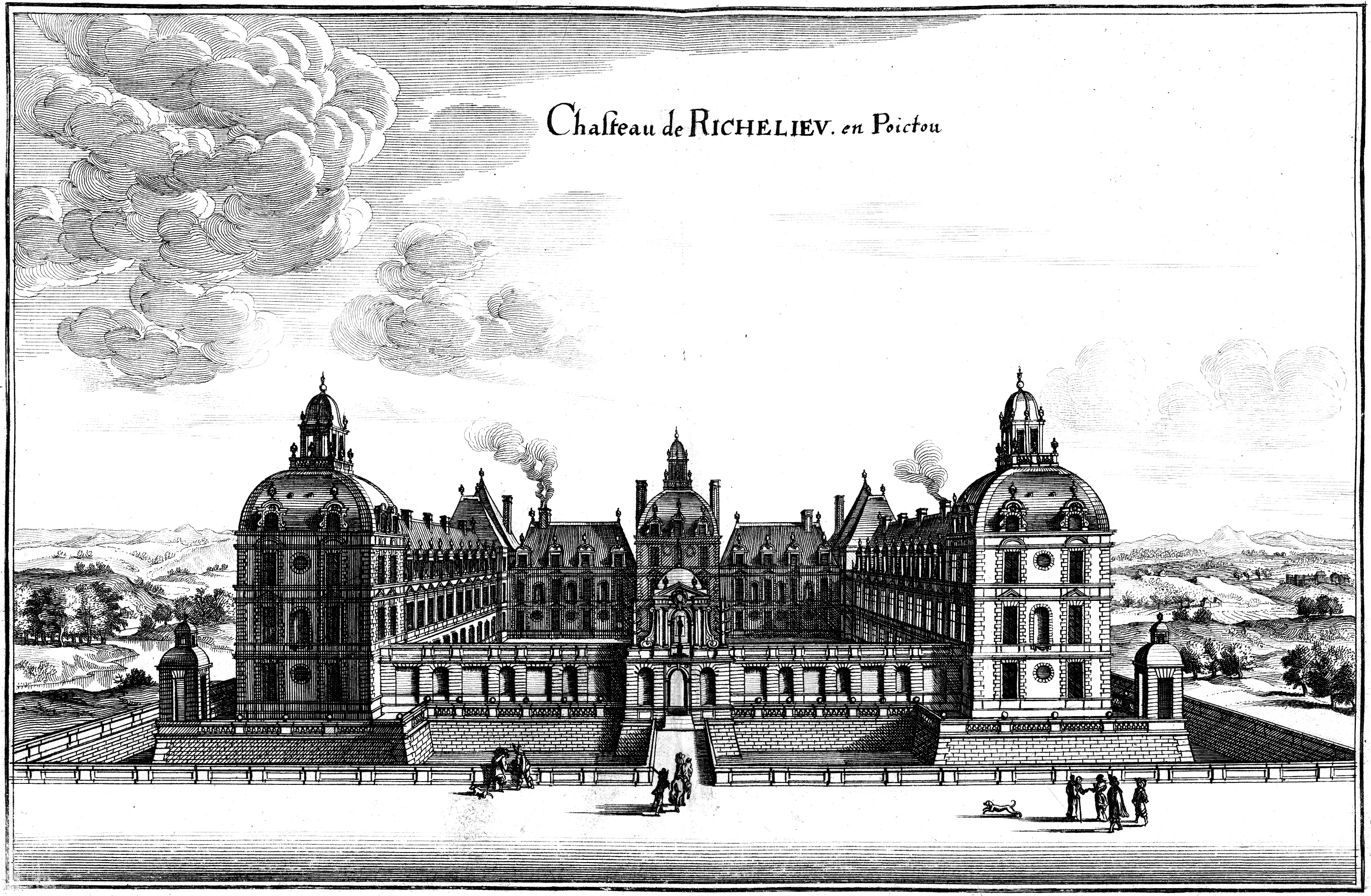
Gravure d'époque.
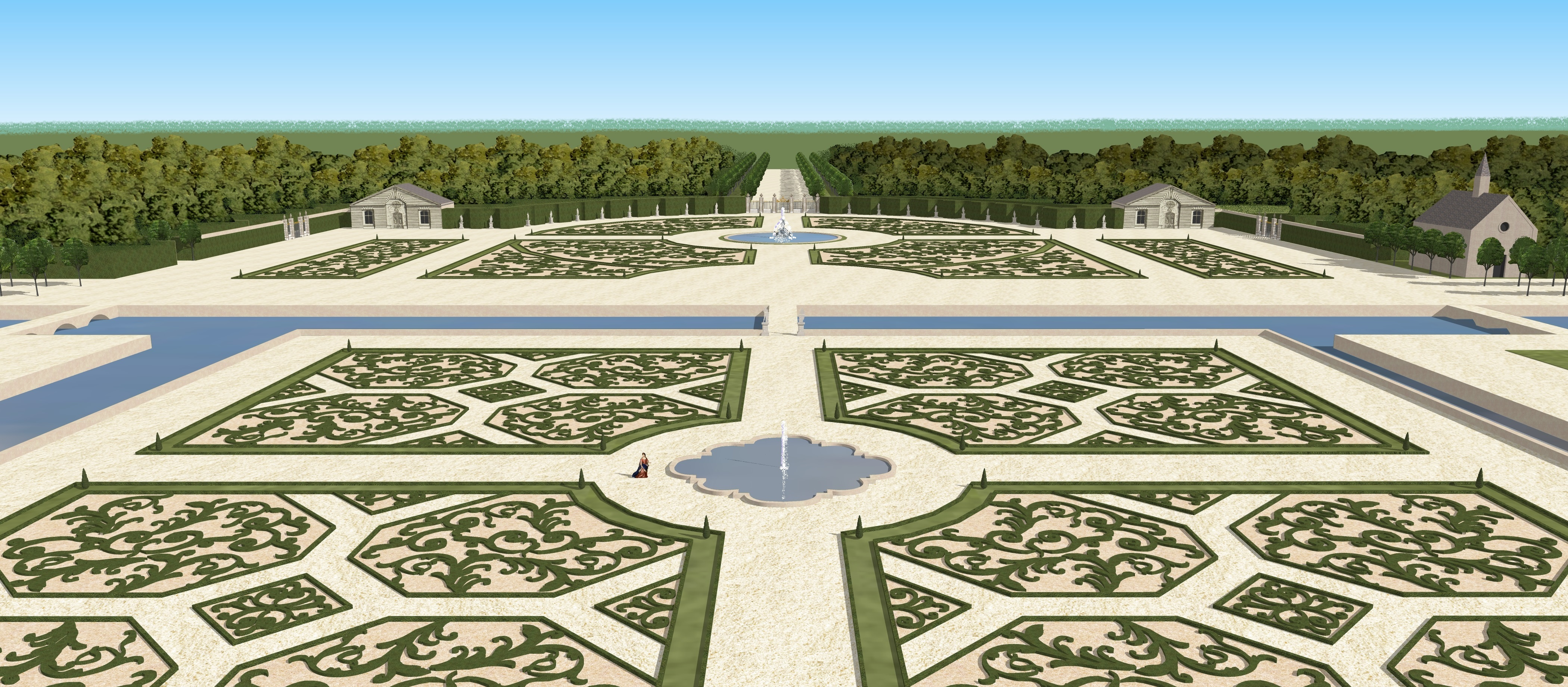
Restitution 3D du grand parterre du château de Richelieu vers 1640, depuis la lanterne.

### Séquestré, vidé, dépouillé puis démoli
En 1792, le duc de Richelieu, ancien Premier Gentilhomme de la Chambre du Roi, étant considéré comme émigré, ses biens sont saisis ; le château est alors vidé de son mobilier, ses nombreuses œuvres d'art vendues ou attribuées à des musées comme le Museum central des Arts au palais du Louvre. Ce n'est pas un cas unique, au cours de la Révolution beaucoup de belles choses ont été détruites. La vente, comme « biens nationaux », des biens du clergé et de la noblesse a fait passer bien des trésors architecturaux entre les mains des révolutionnaires et autres profiteurs. La sinistre Bande Noire, dénoncée par Balzac dans plusieurs de ses romans, était une association de spéculateurs qui achetaient à bas prix les châteaux, abbayes, et autres monuments confisqués, dans le but de les revendre avec profit ou bien de les démolir et d'en vendre les matériaux. Ce château, comme l'abbaye de Saint-Wandrille, en sont des exemples.
Vers 1800, l'architecte Léon Dufourny (1754 -1818), membre de l'Académie des Beaux-Arts en 1796, saisit au château le plateau rectangulaire en mosaïque de marbres et de  pierres dures d'une table d'apparat qui a orné un temps le salon précédant la « Galerie des Batailles du Roi ». Complété postérieurement par un piètement en bois sculpté, ce plateau est, depuis, conservé au musée du Louvre (galerie d'Apollon) et une réplique en est exposée au musée des Beaux-Arts de Tours.
En 1804, le château très abîmé mais intact est restitué par Napoléon Ier à Armand Emmanuel du Plessis, duc de Richelieu, qui sera ministre des Affaires Étrangères puis chef du gouvernement de Louis XVIII, et à ses deux demi-sœurs Mmes de Montcalm et de Jumilhac.
Un an plus tard, il est vendu pour 153 000 francs au marchand de biens Boutron, qui entreprend sa démolition pour en revendre les matériaux.
La même année, l'archéologue Millin, membre de l'Institut, « digne modèle des gens d'académie, servile non moins que vaniteux et dont le nom est suivi de quatorze lignes donnant les noms de toutes les académies dont il est membre, constata le désastre » (Stendhal, 14 mars 1838) de cette destruction de grande ampleur qui dure jusqu'en 1835 ; le marchand de biens Pilté-Grenet (nom d'un exploitant de la raffinerie de sucre de canne de la famille Boislève à Orléans jusque vers 1830), présumé membre de la Bande Noire, association de liquidateurs d'anciens grands domaines seigneuriaux, achète alors un ensemble de tableaux qu'il lègue en 1824 au musée des beaux-arts d'Orléans.
Boutron démolit quasi entièrement le château et la demeure devient, comme d'autres, carrière de pierres ; quelques statues, épaves de la collection d'antiques du cardinal, un grand portrait équestre XVIIIe siècle, des peintures sont conservés aux musées des Beaux-Arts de Tours et d'Orléans
Le Musée de Tours conserve aussi un portrait du duc de Richelieu (1696-1788) par Louis Tocqué, qui fit partie de la collection Roqueplan, vendue en 1855.
En 1844, la Société des antiquaires de l'Ouest (S.A.O.) acquiert les vestiges d'une statue monumentale « qui gisaient au milieu des ruines de la bande noire » ; il s'agit d'une des commandes les plus prestigieuses du cardinal-duc, une figure en marbre de Louis XIII sculptée par Guillaume Berthelot pour le pavillon d'entrée du château, qui fut renversée en 1793. Restaurée en 2009, elle est aujourd'hui au musée Sainte-Croix de Poitiers.
Entre autres éléments  mobiliers du château, une grande taque ou plaque de cheminée aux armes du Cardinal se trouve dans celle d'une des salles du château des Brétignolles à Auché (37). 
Sauvetage du domaine.

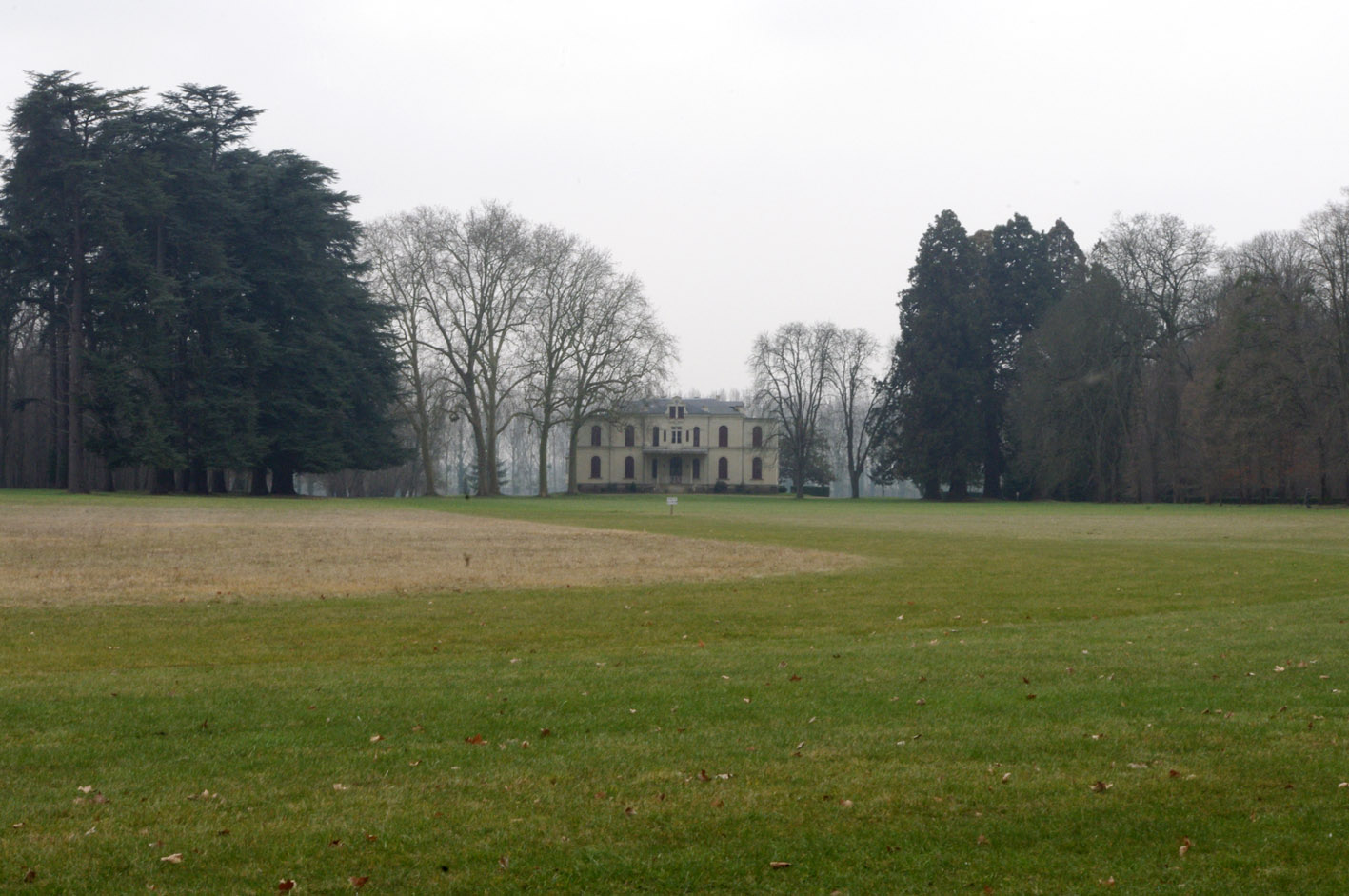
Le Petit Château.

En 1877, le banquier parisien Michel Heine (1819-1904), beau-père du septième duc de Richelieu, achète et entreprend de reconstituer le domaine, remet en état le parc et fait restaurer le pavillon des communs.
Entretemps (1852), M. Laurence, propriétaire transitoire, se fait construire dans le parc un bâtiment de style néoclassique, dit « le Petit Château » assez éloigné de l'ancienne demeure, qui sert à partir de 1877 de résidence à Michel Heine, son gendre et à sa fille unique Alice - qui, veuve, devient, en secondes noces, princesse de Monaco.
Après la donation par leur fils, duc de Richelieu et marquis de Jumilhac en 1930 (avec plusieurs maisons de la ville), il devient le logement de fonction du conservateur du domaine.
Après la démolition de l'aile Est vers 1900, seul le pavillon central des écuries est conservé ; en 1930, le domaine est légué à l'Université de Paris par son fils huitième et dernier duc de Richelieu, qui meurt en 1952.

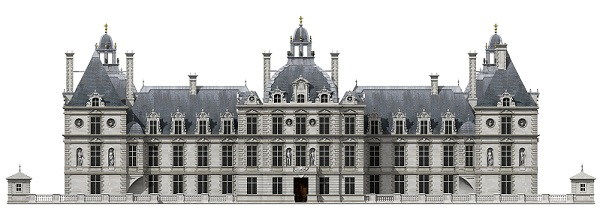
Restitution 3D de la façade du Château de Richelieu côté jardins.

La Chancellerie des universités de Paris, établissement public administratif, détentrice par dons et legs successifs d'un important patrimoine immobilier « dont l'entretien est coûteux et génère peu de rentrées financières » envisage d'aliéner, entre autres biens, le domaine.
En 2017 est présenté au conseil municipal de Richelieu un projet de reconstruction « virtuelle » du château. Doté d'une structure métallique et habillé de toile ou illuminé, le dispositif permettrait d'accroître l'attractivité du lieu.

## Cité de Richelieu
Si le château a été détruit, la ville est restée quasiment intacte, telle qu'elle se présentait au XVIIe siècle. Contrairement aux autres cités nouvelles de la même époque (Charleville, Henrichemont), qui ont été fondues dans les constructions postérieures, la ville de Richelieu constitue un exemple unique d'urbanisme de cette époque. Bien plus, la ville et son château, liés dans un même programme et nés de l'ambition du Cardinal, présentent des particularités saisissantes par rapport aux modèles urbains antérieurs et contemporains.

## Architecture
Ce château est construit sur un plan carré, le corps de logis construit en U étant orné à chaque angle d'un pavillon rectangulaire, presque dans les mêmes dispositions que le château de Louis XIII à Versailles. La composition des bâtiments du château présentent également une hiérarchie des étages : quatre niveaux pour le château, trois pour les écuries, deux pour les communs, et un pour le mur de clôture. Les façades sont décorées par des statues antiques dont certaines datent du IIe siècle.
La première cour, appelée basse-cour, est divisée en quatre carrés de gazons et abrite au Nord les écuries du commun et les logements des laboureurs, au Sud les fourrières et ménageries.
L'anticour, délimitée par une balustrade ornée d'animaux sculptés, abrite dans l'aile Nord les écuries et dans l'aile Sud les logements probablement destinés au gouverneur de château. Le pont dormant surmonté d'une passerelle en bois qui permet de pénétrer dans la cour d'honneur de l'anticour mène à un pavillon d'entrée, véritable manifeste politique : une arche dans laquelle trône une statue triomphante de Louis XIII est encadrée par deux statues antiques représentant Hercule et Mars et le dôme est surmonté de la Renommée soufflant dans deux trompettes. La porte de ce pavillon d'entrée est volontairement étroite pour qu'aucun carrosse ne puisse la franchir.
Le pavillon des écuries, seul subsistant, est couvert d'une voûte en arc de cloître à lunettes. Les grottes, comprenant une orangerie et le pavillon des chais, très restaurées, sont divisées en trois vaisseaux et couvertes de voûtes d'arêtes plates ; le vaisseau central se termine par une abside couverte d'une voûte en coquille.
En 2011, une reconstitution virtuelle du château est présentée aux musées d'Orléans, de Tours et de Richelieu dans le cadre de la triple exposition Richelieu à Richelieu. Cette reconstitution en 3D est visitable dans l'Espace Richelieu ménagé dans un des anciens hôtels particuliers bordant la Grand'Rue de la ville de Richelieu.
Une maquette du château et des douves réalisée en 1986 par une école de formation de maquettiste est exposée au musée de Richelieu.
Éléments encore existants

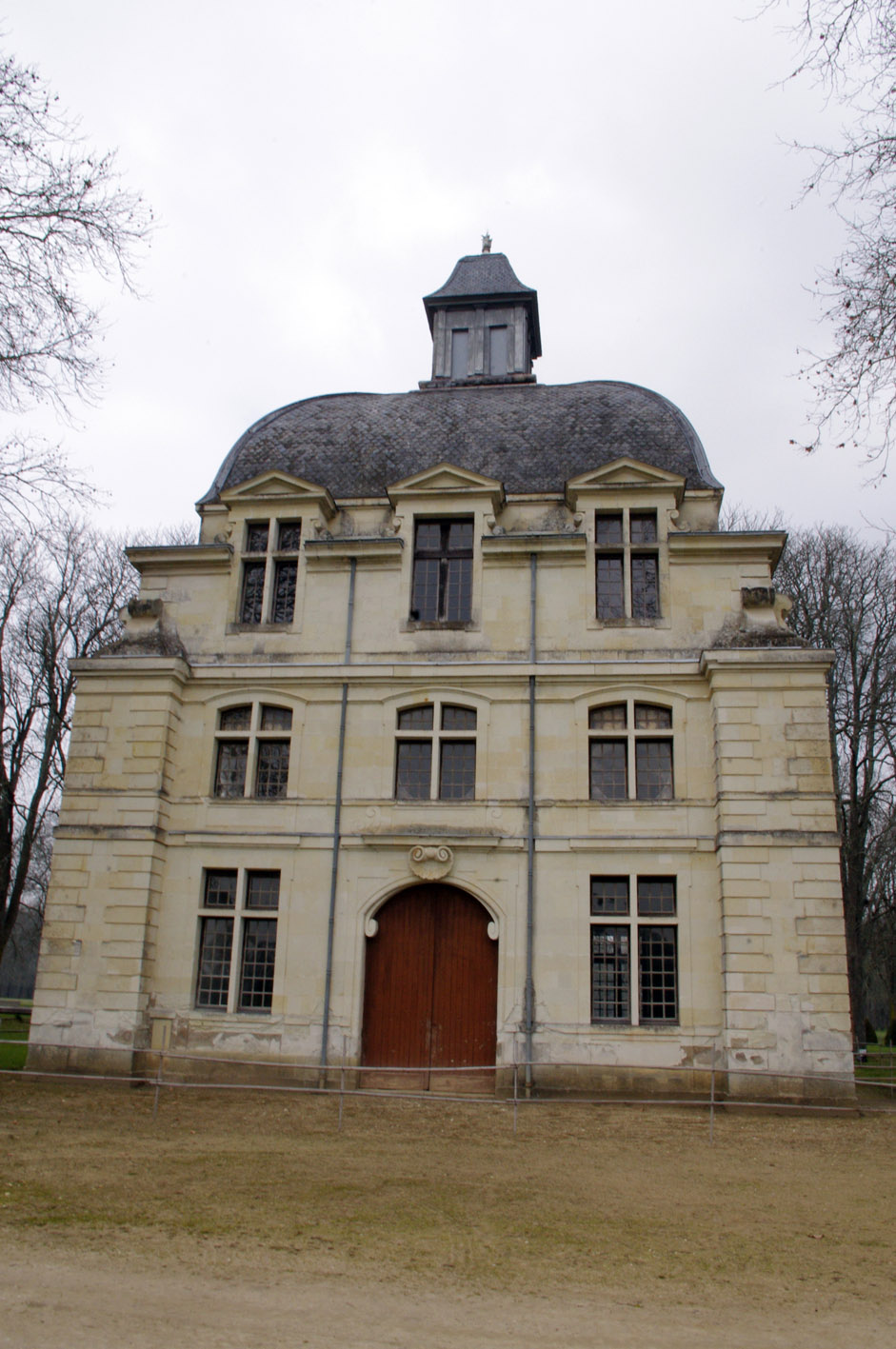
Le pavillon central des écuries, servant de manège, dont l'aile fut démolie vers 1900.
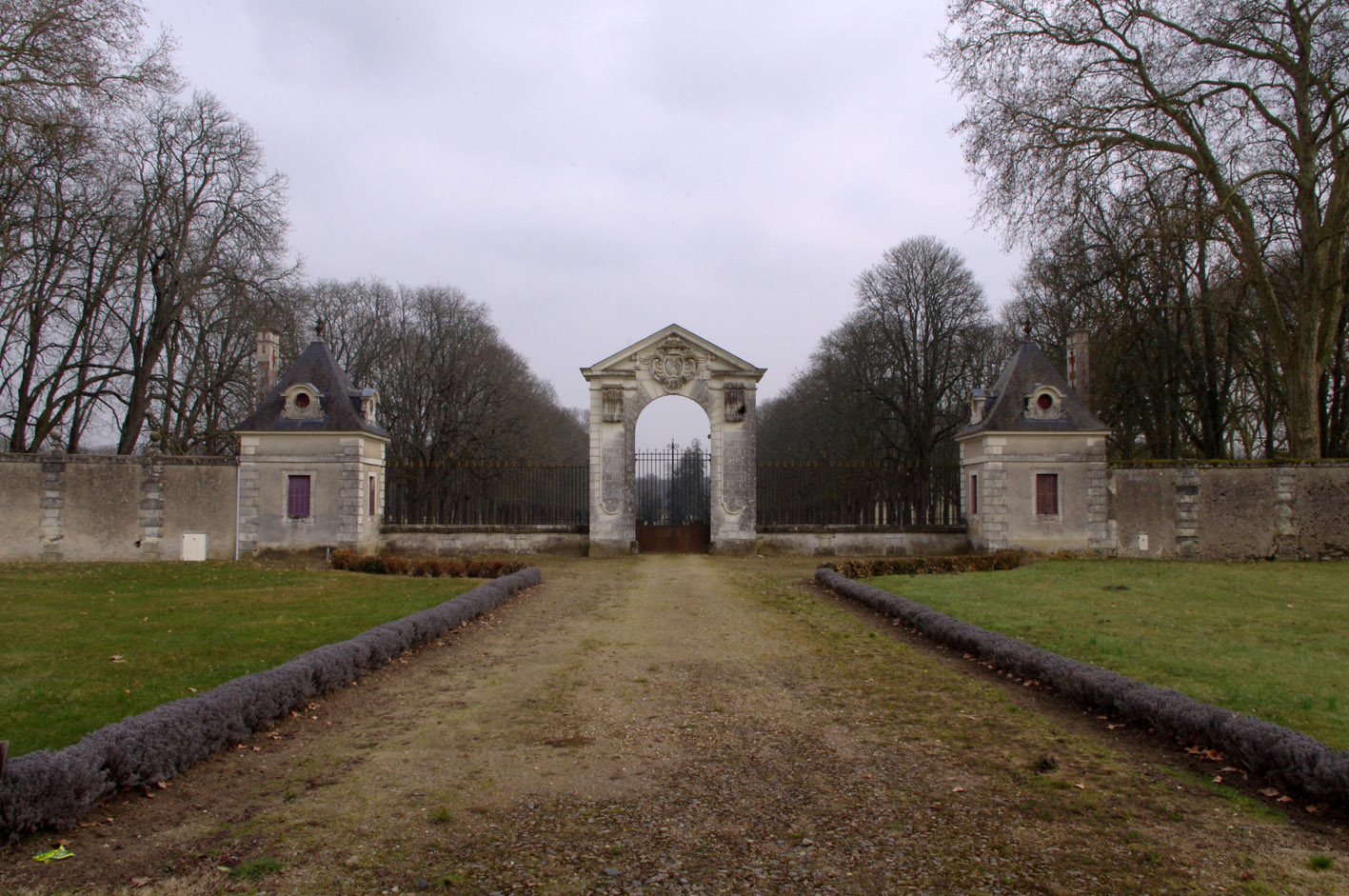
Grand hémicycle d'entrée, conservant ses pavillons et le portail.
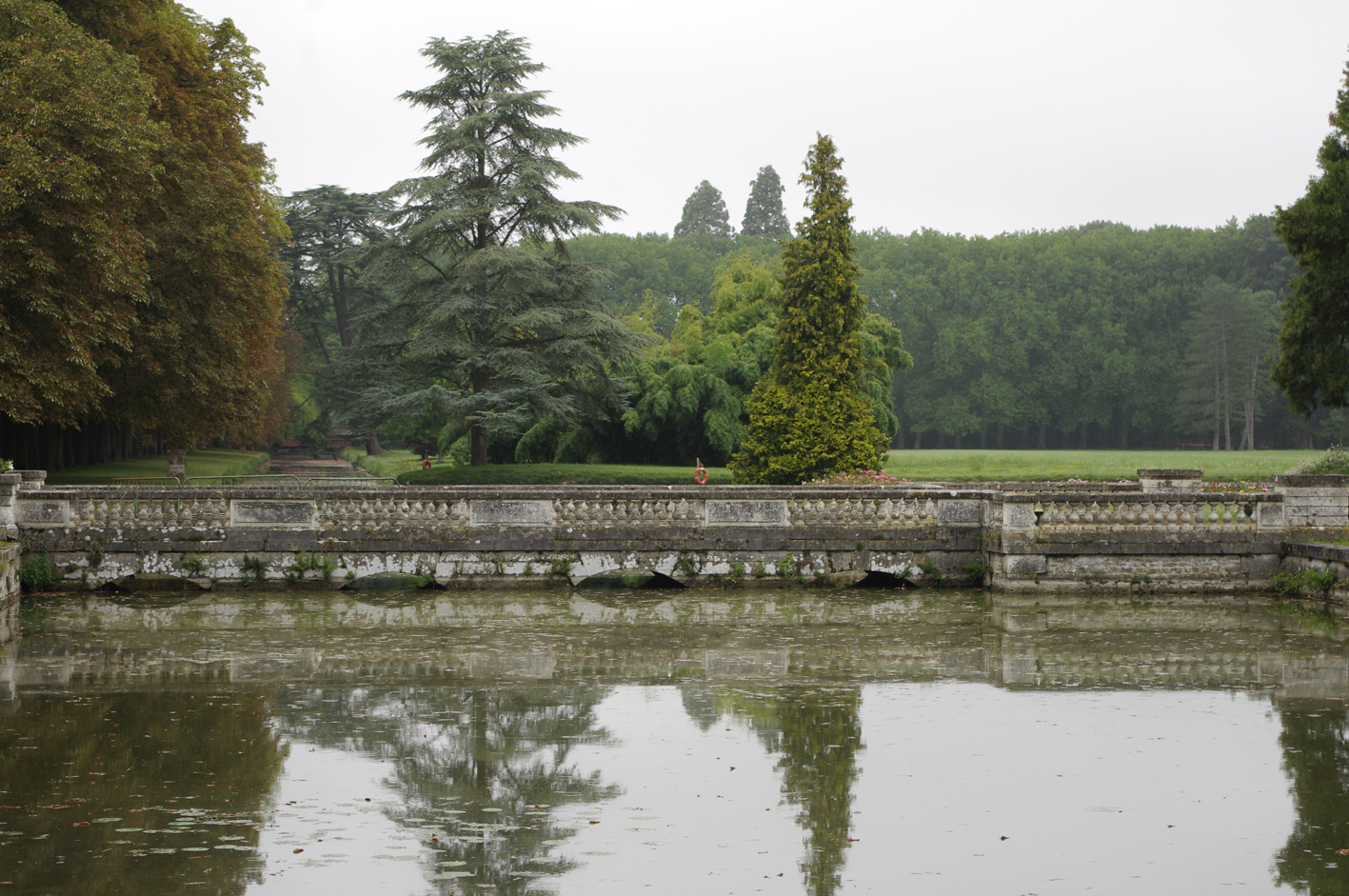
Pont d'accès à la cour d'honneur du château, emplacement aujourd'hui occupé par une roseraie.
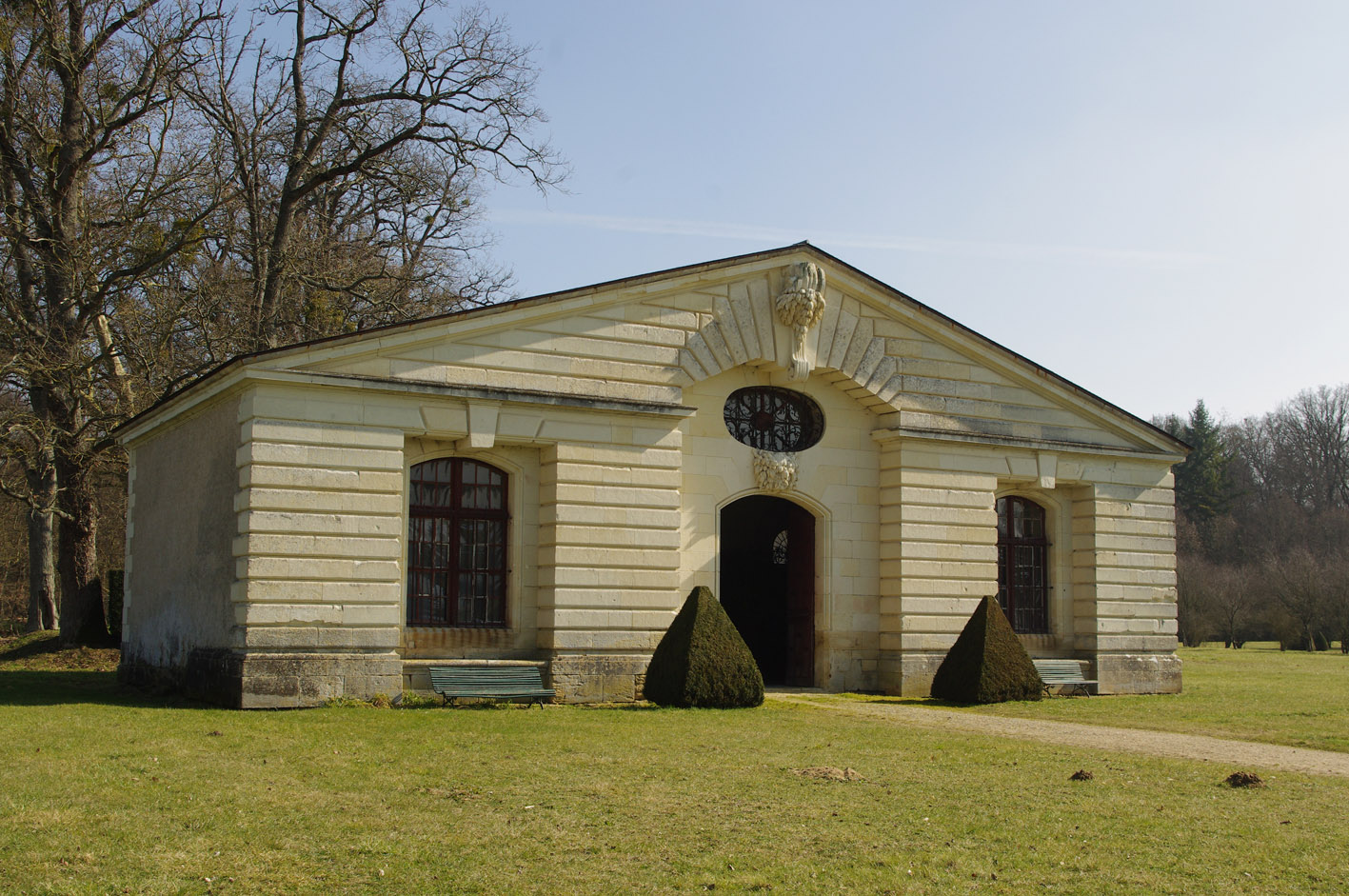
Pavillon de l'orangerie.
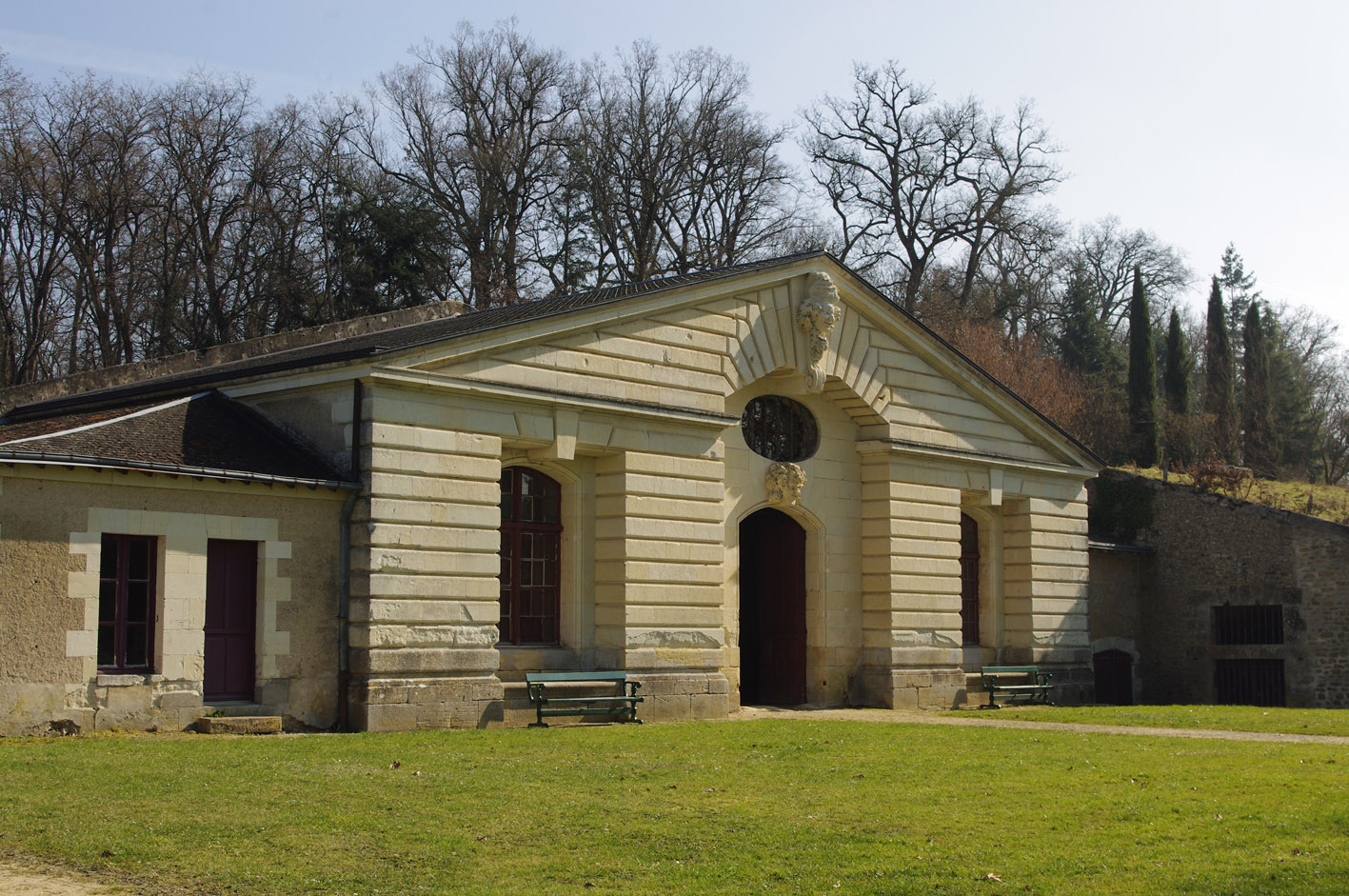
Pavillon du chai et des caves.

## Collection du Cardinal
Il existe de nombreux dessins de la demeure, ainsi que quelques vestiges artistiques replacés ici ou là après la démolition.
Il reste du décor du château plusieurs statues d'antiques restaurées et/ou complétées sous Richelieu (musée de Tours et musée du Louvre), quelques meubles et vases de porphyre (musée du Louvre, Paris) et des tableaux aux musées des beaux-arts de Tours et d'Orléans (legs Pilté-Grenet), au musée de Richelieu et au musée de Vendôme.
Les œuvres picturales les plus notables sont le cycle des Quatre Éléments commandés à Claude Deruet (1588-1660) décorant le cabinet de la Reine, et les huit Évangélistes et les huit Pères de l'Église par Martin Fréminet (1567-1619), eux-mêmes antérieurs à la construction et destinés initialement à la chapelle du château de Fontainebleau, selon Jacques Thuillier. Ces deux ensembles sont aujourd'hui conservés au musée des beaux-arts d'Orléans.
Le cardinal avait installé en son château sa collection de tableaux provenant du Studiolo d'Isabelle d'Este achetés aux Gonzague en 1627, et qui comptait notamment des tableaux de Mantegna, Lorenzo Costa et Pérugin ; ces tableaux sont aujourd'hui au musée du Louvre. Le cardinal les fit compléter par trois bacchanales peintes par le jeune Nicolas Poussin.
De toutes les sculptures prestigieuses, les chefs-d’œuvre étaient L'Esclave rebelle et L'Esclave mourant de Michel-Ange (musée du Louvre).

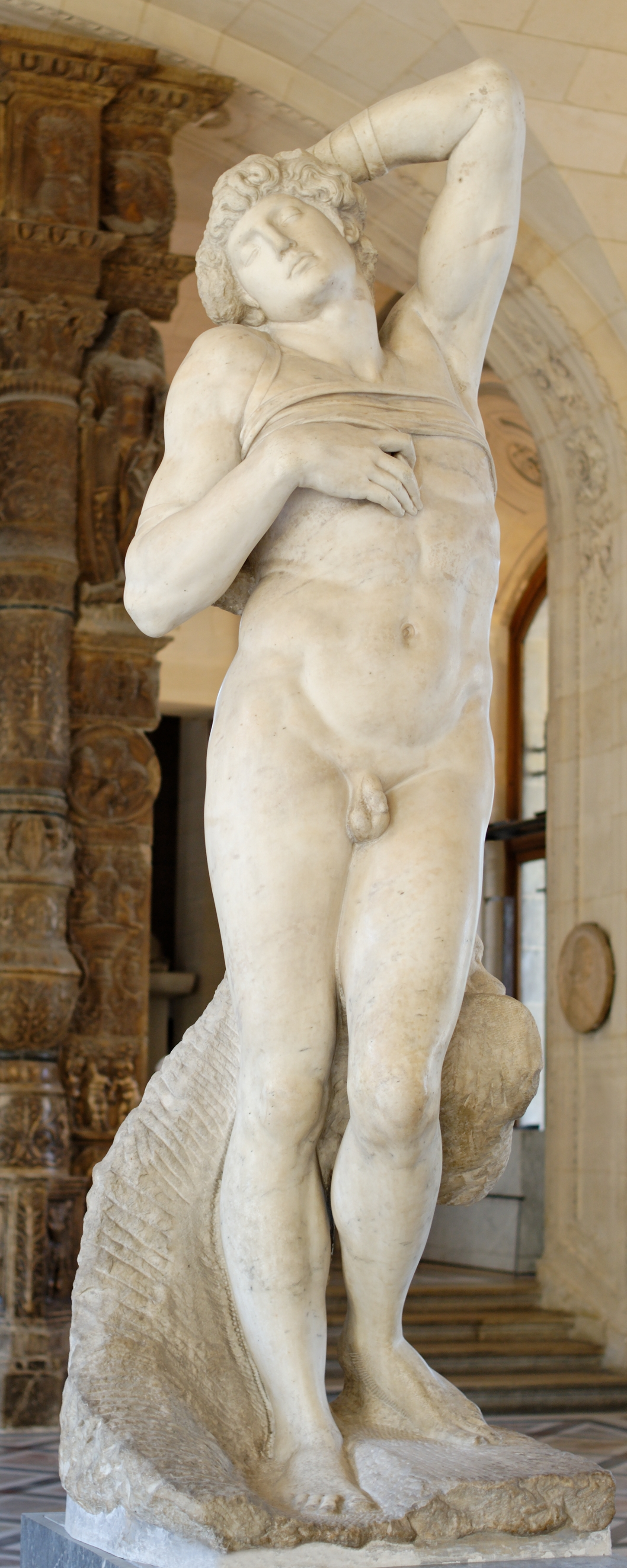
Michel-Ange, L'Esclave mourant, Louvre.
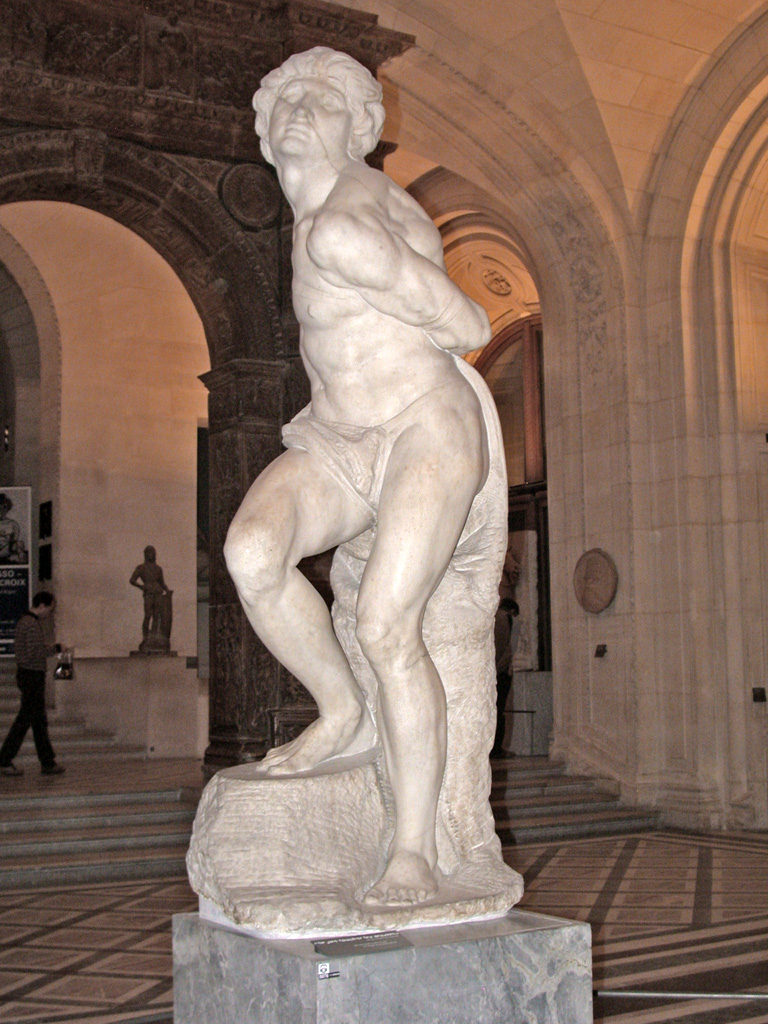
Michel-Ange, L'Esclave rebelle, Louvre.
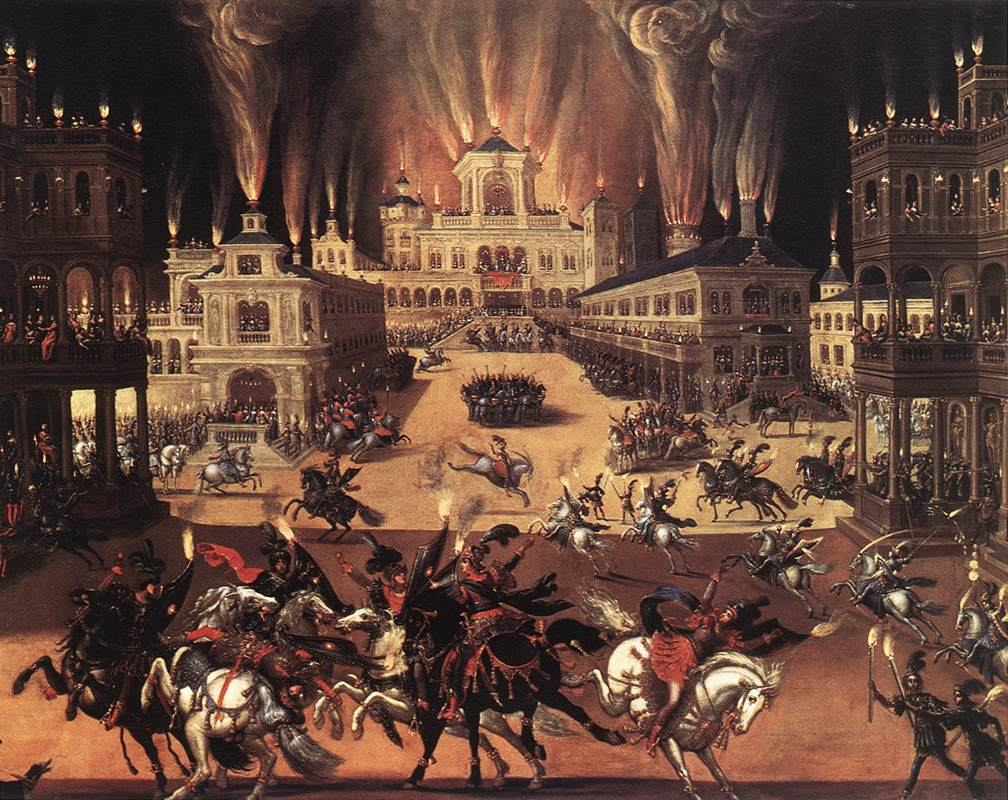
Claude Deruet, Le Feu, du cycle des Quatre éléments ornant le Cabinet de la Reine, musée d'Orléans.
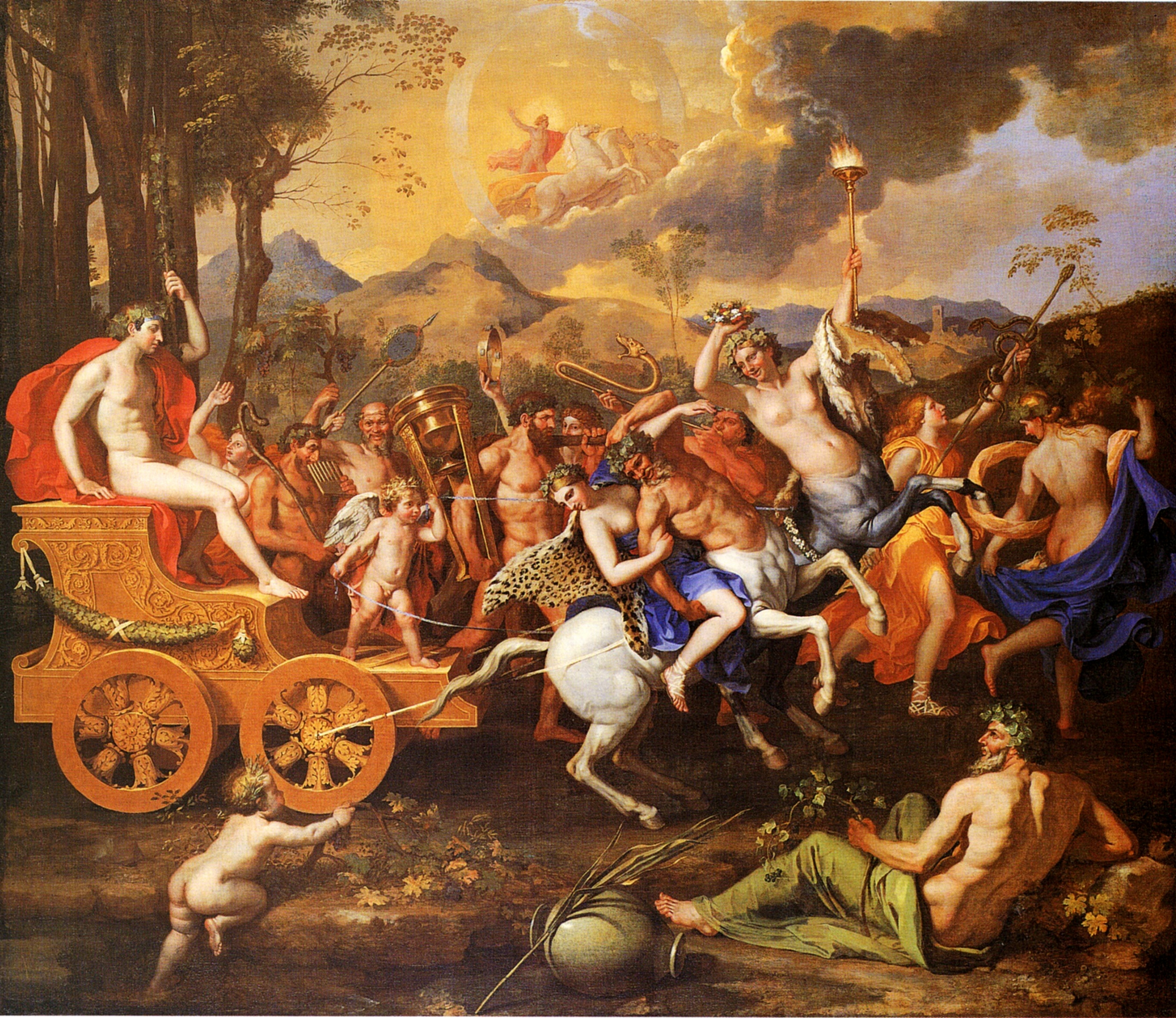
Nicolas Poussin, Le triomphe de Bacchus, Kansas-City, The Nelson-Atkins Museum of Arts.
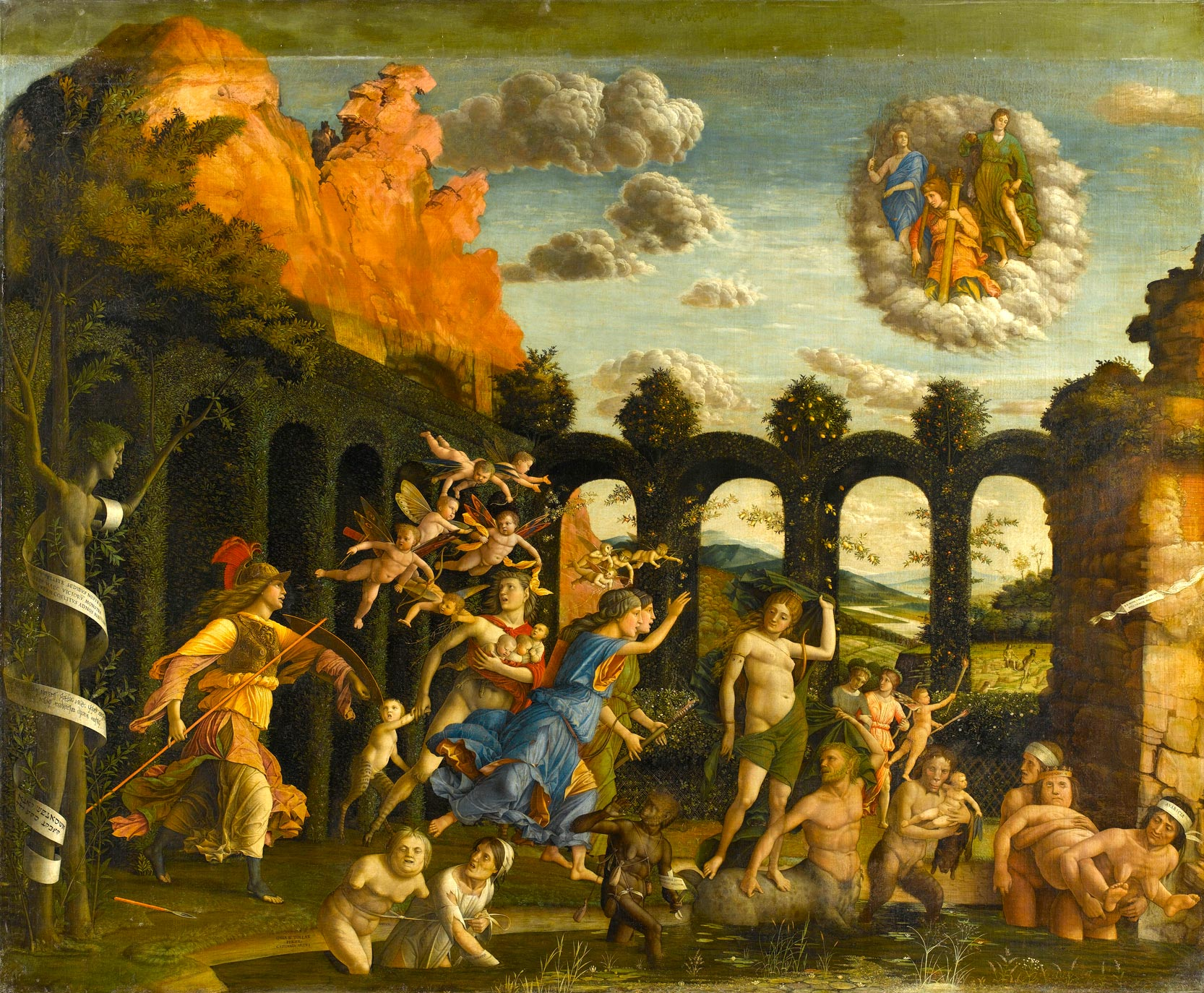
Andrea Mantegna, Minerve chassant les Vices du jardin de la Vertu, Louvre.
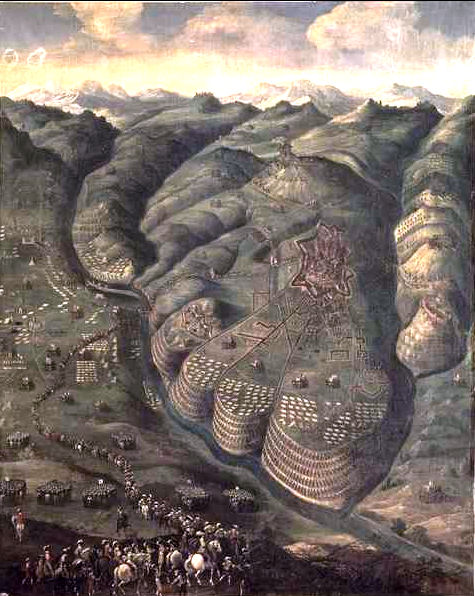
Attribué à Nicolas Prévost, Le siège de Privas, peinture ornant jadis la Galerie des Batailles du château, musée de Richelieu (dépôt du château de Versailles).

Sur la série de vingt grands tableaux représentant les batailles de Louis XIII de la galerie du même nom (cf. la galerie dite des Grandes Actions de Monsieur le Prince au château de Chantilly), huit sont considérées comme perdues et douze autres, conservées au musée du château de Versailles, sont en cours[Quand ?] de restauration ; certaines ont été présentées lors d'une grande exposition sur le château et la ville à Richelieu, Orléans et Tours au printemps 2011 ; et à la fin de celle-ci, six des peintures sont déposées au musée de Richelieu, trois au musée des beaux-arts de Tours et trois au musée des beaux-arts d'Orléans.
La Fontaine a visité au début de septembre 1663 le parc et le château qu'il décrits dans une lettre à son épouse :
« On dit qu'il ne se peut rien voir de plus excellent, et qu'en ces statues Michel-Ange a surpassé non-seulement les sculpteurs modernes, mais aussi beaucoup de choses des anciens (...). L'ouvrier tire autant de gloire de ce qui leur manque que de qu'il leur a  donné de plus accompli (...). Pour moi, ce n'est ni le marbre ni le jaspe que je regrette, mais les antiques qui sont en haut (du grand degré) ; particulièrement ce buste de l'empereur Adrien, Antinous, qui dans sa statue contestoit de beauté et de bonne mine contre Apollon, avec cette différence pourtant que celui-ci aurait l'air d'un dieu et l'autre d'un homme (...) nous n'eûmes quasi pas le loisir de considérer ces choses (les divers enrichissements et les meubles du château), l'heure et la concierge nous faisant passer de chambre en chambre sans nous arrêter qu'aux originaux des Albert-Dure (Durer), des Titians (Le Titien), des Poussins, des Pérugins, des Mantègnes (Mantegna), et autres héros dont l'espèce est aussi commune en Italie que les généraux d'armée en Suède. »
(Lettres à Mme de La Fontaine dans Œuvres complètes de La Fontaine tome VI, Paris, P.Dupont, 1826, pp 232 à 257).
« C'est assez que le tout est d'une beauté, d'une magnificence, d'une grandeur dignes de celuy qui l'a fait bastir. [...]
Enfin nous sortismes de cet endroit et traversasmes je ne sçais combien de chambres riches, magnifiques, des mieux ornées et dont je ne diray rien ; car de m'amuser à des lambris et à des dorures, moy que Richelieu a rempli d'originaux et d'antiques, vous ne me le conseilleriez pas. Toutefois, je vous avoueray que l'appartement du roy m'a semblé merveilleusement superbe ; celuy de la reyne ne l'est pas moins : il y a tant d'or qu'à la fin je m'en ennuyay. »
— Jean de La Fontaine, Lettre à Madame de la Fontaine
Ce passage de la lettre V, datée de Limoges, le 12 septembre 1663, est transcrite avec quelques variantes dans l'édition des Œuvres complètes de 1826.

## Protection
Le domaine est classé monument historique par arrêté du 23 septembre 1930 pour son hémicycle d'entrée avec la porte et les pavillons ainsi que le pavillon dit le Dôme et les douves et pont d'accès et également deux pavillons de l'ancien hémicycle de l'Est.